# Alexander Dinghas
Alexander Dinghas (grec: Αλέξανδρος Δίγκας)  (Esmirna, 9 de febrer de 1908 - Berlín Oest i Berlín, 19 d'abril de 1974) va ser un matemàtic d'origen grec que va viure a Alemanya.

## Vida i Obra
Dinghas va néixer a Esmirna (actualment Turquia) quan aquesta ciutat estava sota l'Imperi Otomà i comptava amb una comunitat grega important. El 1922, en acabar la guerra greco-turca amb la derrota de Grècia i l'ocupació turca de la ciutat, la família va emigrar a Atenes, on Dinghas va fer els estudis secundaris fins al 1925 i els universitaris fins al 1930, graduant-se en enginyeria. La seva carrera científica va començar el 1931 quan va anar a la universitat de Berlín i, sota la influència d'Erhard Schmidt, va estar estudiant la teoria de funcions de Nevanlinna. El 1936 va obtenir el doctorat i el 1938 l'habilitació per a la docència a la universitat de Berlín, però en ser estranger no va aconseguir cap plaça docent permanent sota el règim nazi. En reobrir la universitat de Berlín el 1947, va ser nomenat professor, però el 1949 va passar a ser-ho a la universitat Lliure de Berlín, en la qual va romandre fins a la seva mort el 1974, ocupant el càrrec de director del seu Institut de Matemàtiques.
Dinghas va publicar tres llibres i més d'un centenar d'articles científics. Els seus treballs més importants fan referència al camp de la teoria de les funcions, especialment la teoria de la distribució de valors de funcions complexes i estimacions de creixement per a funcions subharmòniques, teoria fundada per Rolf Nevanlinna i ampliada per Lars Ahlfors. A més, va publicar articles científics sobre teoria de la mesura, equacions diferencials, geometria diferencial i sobre problemes isoperimètrics en espais generals.